# Pastria grinpela
Pastria grinpela là một loài bướm ngày thuộc họ Hesperiidae. It is widespread throughout the Central Cordillera in Papua New Guinea cũng như miền tây New Guinea.